# Centenario (Campeche)
Centenario es una localidad del estado mexicano de Campeche. Es parte del municipio de Escárcega.

## Demografía
| Gráfica de evolución demográfica |
|                                  |

| Censo | Población |
| ----- | --------- |
| 1970  | 609       |
| 1980  | 481       |
| 1990  | 942       |
| 2000  | 883       |
| 2010  | 942       |
| 2020  | 1 038     |